# Штиби, Георг
Георг Шти́би (нем. Georg Stibi; 25 июля 1901, Маркт-Реттенбах — 30 мая 1982, Берлин) — немецкий политик и публицист.

## Биография
Сын сапожника, Георг Штиби по окончании народной школы работал в сельском хозяйстве и на промышленных предприятиях, впоследствии занялся журналистикой. В 1919 году вступил в Независимую социал-демократическую партию Германии, в 1922 году — в Коммунистическую партию Германии. Работал главным редактором газеты КПГ Freiheit в Дюссельдорфе. В 1932 году был назначен корреспондентом центрального органа КПГ Die Rote Fahne в СССР. В 1937—1939 годах принимал участие в Гражданской войне в Испании и вёл немецкоязычные программы на радио. После поражения республиканцев Штиби выехал в 1939 году во Францию и был интернирован в лагерь Верне. В 1941 году эмигрировал в Мексику, где вступил в движение «Свободная Германия» и участвовал в работе Клуба Генриха Гейне. В 1943—1946 годах руководил La Estampa Méxicana, издательством художественного объединения «Мастерская народной графики» (исп. Taller de Gráfica Popular).
В мае 1946 года Штиби вернулся в Германию, поселился в Восточном Берлине и вступил в СЕПГ. В 1949 году занял должность главного редактора газеты Berliner Zeitung. В 1949—1950 годах руководил в правительстве ведомством информации. В 1953 году был назначен главным редактором газеты Leipziger Volkszeitung. С 1954 года работал в редакции газеты Neues Deutschland, получил должность главного редактора издания в 1955 году. В 1957—1958 годах Штиби служил послом в Румынии, в 1958—1961 годах — в Чехословакии. В 1961—1974 годах Георг Штиби занимал должность заместителя министра иностранных дел ГДР.
Георг Штиби был женат на коммунистке Хенни Штиби, урождённой Пипеншток (1902—1982), которая сопровождала его в эмиграцию в Мексику. Супруги похоронены на Центральном кладбище Фридрихсфельде.